# Ernest Havet
Eugène Auguste Ernest Havet [ejtsd: avé] (Párizs, 1813. április 11. – Párizs, 1889. december 20.) francia filológus és vallástörténész.

## Élete
1846-tól a Sorbonne, 1855-től a Collège de France tanára volt a latin ékesszólás tanszékén. 1880-ban a Francia Társadalomtudományi Akadémia tagjává választották.

## Művei
- De la rhétorique d'Aristote (1846);
- De Homericorum poëmatarum origine et unitate (1843);
- Jésus dans l'histoire (1863).

Főműve: Le christianisme et ses origines (4 kötet, 1873), melyben a keresztény eszméknek eredetét a görög bölcsészetre vitte vissza. Ugyanazt a hellenisztikus irányt követte a Mémoires sur la date des écrits qui portent les noms de Bérose et de Manéthon (1874) c. műben.